# Stazione di Sestri Levante
Stazione di Sestri Levante vasútállomás Olaszországban, Sestri Levante településen.

## Vasútvonalak
Az állomást az alábbi vasútvonalak érintik:
- Pisa–La Spezia–Genova-vasútvonal

## Kapcsolódó állomások
A vasútállomáshoz az alábbi állomások vannak a legközelebb:
- Stazione di Cavi
- Stazione di Riva Trigoso